# Андріанов Леонід Олександрович
Леонід Олександрович Андріанов (1902, місто Таганрог, тепер Російська Федерація — 6 листопада 1953, місто Тамбов, тепер Російська Федерація) — радянський державний діяч, голова Саратовського облвиконкому. Депутат Верховної ради СРСР 3-го скликання.

## Біографія
Трудову діяльність розпочав робітником Таганрозького шкіряного заводу.
Здобув вищу агрономічну освіту. Тривалий час працював агрономом у низці районів Північно-Кавказького краю (Ростовської області).
Член ВКП(б) з 1932 року.
З 1939 року працював у виконавчому комітеті Ростовської обласної ради депутатів трудящих, був начальником Ростовського обласного управління сільського господарства.
У 1949—1951 роках — голова виконавчого комітету Саратовської обласної ради депутатів трудящих.
До 6 листопада 1953 року — начальник Тамбовського обласного управління сільського господарства та заготівель. 
Помер 6 листопада 1953 року в місті Тамбові. Похований на Воздвиженському цвинтарі Тамбова.